# Acoua
Acoua es una comuna francesa situada en el departamento y la región de Mayotte. 

## Geografía
La comuna se halla en la zona noroeste de la isla de Mayotte y está formada por las villas de Acoua y M'Tsangadoua.

## Demografía
| Gráfica de evolución demográfica de Acoua entre 1985 y 2017 |
|                                                             |

Fuente: Insee